# Theobroma obovatum
Theobroma obovatum är en malvaväxtart som beskrevs av Johann Friedrich Klotzsch och Bernoulli. Theobroma obovatum ingår i släktet Theobroma och familjen malvaväxter. Inga underarter finns listade i Catalogue of Life.